# Luciano Castellini
Luciano Castellini (Milano, 12 dicembre 1945) è un ex calciatore e allenatore di calcio italiano, di ruolo portiere.
Detiene il record di imbattibilità in casa nella Serie A a girone unico (1180 minuti), ottenuto col Napoli. Ha inoltre detenuto per 42 anni, dal 1977 al 2019, il record di minuti senza subire reti (517) per un portiere del Torino, primato poi battuto da Salvatore Sirigu.

## Caratteristiche tecniche

### Giocatore
Portiere dotato di notevoli qualità acrobatiche, per questa sua caratteristica venne soprannominato Il Giaguaro. I suoi interventi coniugavano efficacia e spettacolarità. Tra i suoi punti di forza vi erano, a suo giudizio, anche le uscite.

## Carriera

### Giocatore

#### Club

Castellini al Torino nella stagione 1976-77, in cui raggiunse i 517 minuti d'imbattibilità, record nella storia del club granata

Cresciuto nelle file del Monza, dove militò in Serie B e Serie C, vi rimase 5 stagioni, guadagnando tanta visibilità da essere inserito nella Hall of Fame della compagine brianzola.
Nel 1970 passò al Torino, di cui fu subito titolare. Coi granata rimase 8 stagioni, collezionando 264 presenze (201 in Serie A, 42 in Coppa Italia, 21 in Europa), vincendo lo scudetto nel 1975-76 e la Coppa Italia nel 1971.
Nel 1978 il Torino, dopo aver acquistato, l'anno precedente, Giuliano Terraneo, cedette Castellini al Napoli. Coi partenopei giocò 7 stagioni, con al suo attivo 202 gettoni di campionato, ritirandosi nel 1985: nel 2010, in un sondaggio fatto da Radio Kiss Kiss, è stato votato come miglior portiere della storia del club dai tifosi azzurri.
Nella stagione 1980-81 riuscì a mantenere inviolata la porta del Napoli per 531 minuti, prestazione all'epoca inferiore solo al record di Dino Zoff, imbattuto per 590 minuti nella stagione 1970-71.
È stato poi superato da Morgan De Sanctis nella stagione 2009-2010 (588 minuti di imbattibilità).
Castellini detiene il record di imbattibilità interna nella storia del campionato di Serie A (1188 minuti), conseguito con la maglia napoletana. Il 27 febbraio 1983 subì, al San Paolo, una rete, da Alessandro Altobelli; da allora la sua porta rimase inviolata per quasi un anno (12 partite intere più 2 spezzoni): il "Giaguaro" non subì reti contro Torino (1-0), Cagliari (1-0), Fiorentina (1-0) e Cesena (1-0) nella stagione 1982-83; contro Genoa (0-0), Avellino (2-0), Ascoli (1-0), Pisa (0-0), Milan (0-0), Lazio (3-0), Torino (0-0) e Fiorentina (0-0) nella stagione 1983-84. Il 29 gennaio 1984 Castellini si arrese a Michel Platini, dopo 1188 minuti d'imbattibilità (Napoli-Juventus 1-1).
È, con Giancarlo De Sisti e Ciro Ferrara, uno dei tre calciatori ad aver collezionato almeno 200 presenze in A con due differenti squadre (201 con il Torino e 202 con il Napoli).

#### Nazionale
Conta una presenza in Nazionale, ottenuta in Italia-Belgio del 26 gennaio 1977 (2-1 il risultato finale a favore degli azzurri), partita nella quale giocò il secondo tempo, subendo gol su un rigore calciato dal portiere avversario, Christian Piot.
Ha 4 presenze con la nazionale B, in cui esordì il 17 febbraio 1971.

### Allenatore
Nel 1985, dopo il ritiro, entrò nello staff tecnico del Napoli in qualità di preparatore dei portieri, collaborando con l'allenatore Ottavio Bianchi. Rimase al club campano per tre stagioni, vivendo dalla panchina il primo scudetto della società nella stagione 1986-87. A Napoli, tra gli altri, allenò Claudio Garella.
Nel 1988 venne assunto dall'Inter, sempre come preparatore dei portieri, collaborando inizialmente con Giovanni Trapattoni. Rimarrà pressoché in pianta stabile a Milano per gli anni a venire, seguendo la preparazione, tra gli altri, di Walter Zenga, Gianluca Pagliuca, Sébastien Frey e Francesco Toldo.

Castellini (a sinistra) durante il suo interim sulla panchina dell'Inter al termine del campionato 1996-97; con lui il dirigente Giacinto Facchetti

Sostituì ad interim l'esonerato Roy Hodgson sulla panchina della prima squadra nelle due gare conclusive del campionato 1996-97, raggiungendo, con una vittoria e un pareggio, il terzo posto finale in classifica. Venne nuovamente richiamato a traghettare la squadra nerazzurra nella seconda parte della stagione 1998-99, quando sostituì l'esonerato Mircea Lucescu per quattro gare; venne a sua volta sollevato dall'incarico in favore del ritorno di Hodgson.
Temporaneamente allontantosi dalla Pinetina durante le guide tecniche di Marcello Lippi e Marco Tardelli, nel 2001, con l'arrivo di Héctor Cúper sulla panchina dell'Inter, ritornò a essere il preparatore dei portieri della prima squadra.
Nel 2004 entrò nello staff tecnico dell'Italia Under-21 in qualità di preparatore dei portieri. Svolse questo incarico fino al 2013, collaborando con i commissari tecnici Claudio Gentile, Pierluigi Casiraghi, Ciro Ferrara e Devis Mangia. Nello stesso anno entrò nello staff tecnico dell'Italia Under-20, restandovi per il successivo biennio.
Parallelamente ai suoi impegni con le nazionali giovanili azzurre, Castellini continuò a occuparsi del vivaio dell'Inter, sempre in qualità di preparatore dei portieri; nella stagione 2015-16, in particolare, ricoprì il ruolo di coordinatore dei preparatori dei portieri delle giovanili interiste. Terminata questa esperienza, rimase all'interno del club nerazzurro come osservatore, mansione peraltro già ricoperta in passato, quando aveva contribuito, dopo averlo positivamente visionato in Brasile, all'arrivo a Milano di Júlio César.

### Dopo il ritiro
Dopo il ritiro ha sempre vissuto nel comune di Menaggio, sul lago di Como.

## Statistiche
Detiene il record di imbattibilità in casa nella Serie A a girone unico.

### Presenze e reti nei club
| Stagione        | Squadra         | Campionato      | Campionato | Campionato | Coppe nazionali | Coppe nazionali | Coppe nazionali | Coppe continentali | Coppe continentali | Coppe continentali | Altre coppe | Altre coppe | Altre coppe | Totale | Totale |
| Stagione        | Squadra         | Comp            | Pres       | Reti       | Comp            | Pres            | Reti            | Comp               | Pres               | Reti               | Comp        | Pres        | Reti        | Pres   | Reti   |
| --------------- | --------------- | --------------- | ---------- | ---------- | --------------- | --------------- | --------------- | ------------------ | ------------------ | ------------------ | ----------- | ----------- | ----------- | ------ | ------ |
| 1965-1966       | Monza           | B               | 1          | -1         | CI              | 0               | 0               | -                  | -                  | -                  | -           | -           | -           | 1      | -1     |
| 1966-1967       | Monza           | C               | 1          | 0          | -               | -               | -               | -                  | -                  | -                  | -           | -           | -           | 1      | 0      |
| 1967-1968       | Monza           | B               | 9          | -11        | CI              | 0               | 0               | -                  | -                  | -                  | -           | -           | -           | 9      | -11    |
| 1968-1969       | Monza           | B               | 11         | -12        | CI              | 3               | -6              | -                  | -                  | -                  | -           | -           | -           | 14     | -18    |
| 1969-1970       | Monza           | B               | 38         | -19        | CI              | 3               | -2              | -                  | -                  | -                  | -           | -           | -           | 41     | -21    |
| Totale Monza    | Totale Monza    | Totale Monza    | 60         | -43        |                 | 6               | -8              |                    | -                  | -                  |             | -           | -           | 66     | -51    |
| 1970-1971       | Torino          | A               | 28         | -26        | CI              | 12              | -13             | CM                 | 2                  | -3                 | -           | -           | -           | 42     | -42    |
| 1971-1972       | Torino          | A               | 24         | -20        | CI              | 3               | -5              | CdC                | 6                  | -2                 | CdL         | 2           | -3          | 35     | -30    |
| 1972-1973       | Torino          | A               | 24         | -18        | CI              | 4               | -3              | CU                 | 2                  | -4                 | CAI         | 3           | -7          | 33     | -32    |
| 1973-1974       | Torino          | A               | 30         | -24        | CI              | 4               | -4              | CU                 | 2                  | -4                 | -           | -           | -           | 36     | -32    |
| 1974-1975       | Torino          | A               | 24         | -23        | CI              | 10              | -6              | CU                 | 2                  | -4                 | -           | -           | -           | 36     | -33    |
| 1975-1976       | Torino          | A               | 29         | -21        | CI              | 4               | -3              | -                  | -                  | -                  | -           | -           | -           | 33     | -24    |
| 1976-1977       | Torino          | A               | 28         | -14        | CI              | 3               | -3              | CC                 | 4                  | -4                 | -           | -           | -           | 35     | -21    |
| 1977-1978       | Torino          | A               | 14         | -13        | CI              | 2               | -2              | CU                 | 2                  | -4                 | -           | -           | -           | 18     | -19    |
| Totale Torino   | Totale Torino   | Totale Torino   | 201        | -159       |                 | 42              | -39             |                    | 20                 | -25                |             | 5           | -10         | 268    | -233   |
| 1978-1979       | Napoli          | A               | 29         | -18        | CI              | 8               | -5              | CU                 | 2                  | -3                 | -           | -           | -           | 39     | -26    |
| 1979-1980       | Napoli          | A               | 30         | -19        | CI              | 6               | -6              | CU                 | 4                  | -4                 | -           | -           | -           | 40     | -29    |
| 1980-1981       | Napoli          | A               | 30         | -21        | CI              | 4               | -4              | -                  | -                  | -                  | -           | -           | -           | 34     | -25    |
| 1981-1982       | Napoli          | A               | 29         | -20        | CI              | 6               | -2              | CU                 | 2                  | -2                 | -           | -           | -           | 37     | -24    |
| 1982-1983       | Napoli          | A               | 30         | -28        | CI              | 9               | -5              | CU                 | 4                  | -6                 | -           | -           | -           | 43     | -39    |
| 1983-1984       | Napoli          | A               | 29         | -37        | CI              | 5               | -4              | -                  | -                  | -                  | -           | -           | -           | 34     | -41    |
| 1984-1985       | Napoli          | A               | 25         | -27        | CI              | 7               | -5              | -                  | -                  | -                  | -           | -           | -           | 32     | -32    |
| Totale Napoli   | Totale Napoli   | Totale Napoli   | 202        | -170       |                 | 45              | -31             |                    | 12                 | -15                |             | -           | -           | 259    | -216   |
| Totale carriera | Totale carriera | Totale carriera | 463        | -372       |                 | 93              | -78             |                    | 32                 | -40                |             | 5           | -10         | 593    | -500   |

### Cronologia presenze in nazionale
| Cronologia completa delle presenze e delle reti in nazionale ― Italia | Cronologia completa delle presenze e delle reti in nazionale ― Italia | Cronologia completa delle presenze e delle reti in nazionale ― Italia | Cronologia completa delle presenze e delle reti in nazionale ― Italia | Cronologia completa delle presenze e delle reti in nazionale ― Italia | Cronologia completa delle presenze e delle reti in nazionale ― Italia | Cronologia completa delle presenze e delle reti in nazionale ― Italia | Cronologia completa delle presenze e delle reti in nazionale ― Italia |
| Data                                                                  | Città                                                                 | In casa                                                               | Risultato                                                             | Ospiti                                                                | Competizione                                                          | Reti                                                                  | Note                                                                  |
| --------------------------------------------------------------------- | --------------------------------------------------------------------- | --------------------------------------------------------------------- | --------------------------------------------------------------------- | --------------------------------------------------------------------- | --------------------------------------------------------------------- | --------------------------------------------------------------------- | --------------------------------------------------------------------- |
| 26-1-1977                                                             | Roma                                                                  | Italia                                                                | 2 – 1                                                                 | Belgio                                                                | Amichevole                                                            | -1                                                                    | 46’                                                                   |
| Totale                                                                |                                                                       | Presenze                                                              | 1                                                                     |                                                                       | Reti                                                                  | -1                                                                    |                                                                       |

### Statistiche da allenatore
| Stagione        | Squadra         | Campionato      | Campionato | Campionato | Campionato | Campionato | Coppe nazionali | Coppe nazionali | Coppe nazionali | Coppe nazionali | Coppe nazionali | Coppe continentali | Coppe continentali | Coppe continentali | Coppe continentali | Coppe continentali | Altre coppe | Altre coppe | Altre coppe | Altre coppe | Altre coppe | Totale | Totale | Totale | Totale | % Vittorie |
| Stagione        | Squadra         | Comp            | G          | V          | N          | P          | Comp            | G               | V               | N               | P               | Comp               | G                  | V                  | N                  | P                  | Comp        | G           | V           | N           | P           | G      | V      | N      | P      | %          |
| --------------- | --------------- | --------------- | ---------- | ---------- | ---------- | ---------- | --------------- | --------------- | --------------- | --------------- | --------------- | ------------------ | ------------------ | ------------------ | ------------------ | ------------------ | ----------- | ----------- | ----------- | ----------- | ----------- | ------ | ------ | ------ | ------ | ---------- |
| mag.-giu. 1997  | Inter           | A               | 2          | 1          | 1          | 0          | CI              | 0               | 0               | 0               | 0               | CU                 | 0                  | 0                  | 0                  | 0                  | -           | -           | -           | -           | -           | 2      | 1      | 1      | 0      | 50,00      |
| apr. 1999       | Inter           | A               | 4          | 1          | 1          | 2          | CI              | 0               | 0               | 0               | 0               | UCL                | 0                  | 0                  | 0                  | 0                  | -           | -           | -           | -           | -           | 4      | 1      | 1      | 2      | 25,00      |
| Totale carriera | Totale carriera | Totale carriera | 6          | 2          | 2          | 2          |                 | -               | -               | -               | -               |                    | -                  | -                  | -                  | -                  |             | -           | -           | -           | -           | 6      | 2      | 2      | 2      | 33,33      |

## Palmarès

### Giocatore

#### Club
- Campionato italiano Serie C: 1

Monza: 1966-1967 (girone A)
- Coppa Italia: 1

Torino: 1970-1971
- Campionato italiano: 1

Torino: 1975-1976

#### Individuale
- Guerin d'oro: 1

1979-1980